# Nanana (Jeroen van der Boom)
Nanana is een lied van de Nederlandse zanger Jeroen van der Boom. Het werd in 2014 als single uitgebracht en stond al in 2013 als elfde track op het album Deze man.

## Achtergrond
Nanana is geschreven door Arno Krabman, Ed Struijlaart, Jeroen van der Boom, Joost Marsman en Marc van der Voorn en geproduceerd door Krabman. Het is een nummer uit het genre nederpop. In het lied zingt de liedverteller over het achterna gaan van zijn dromen en het maken van een wereldreis. Een deel van het nummer was al geschreven voordat Jeroen van der Boom voor het opnemen van het album Deze man naar Nashville in de Verenigde Staten ging, waarna hij zelf daar het refrein schreef. Nanana werd gebruikt in een reclamecampagne van telecomprovider hollandsnieuwe, die de titel "Maak je dromen waar" had.
In 2015 werd het nummer door de Belgische zanger Fabian Feyaerts gecoverd, dat met de 79e plaats in de Ultratip 100 een erg bescheiden hit in Vlaanderen was.

## Hitnoteringen
De zanger had succes met het lied in Nederland. Het piekte op de zestiende plaats van de Single Top 100 en stond acht weken in deze hitlijst. De Top 40 werd niet bereikt; het lied bleef steken op de achtste plaats van de Tipparade.